# Laurentie

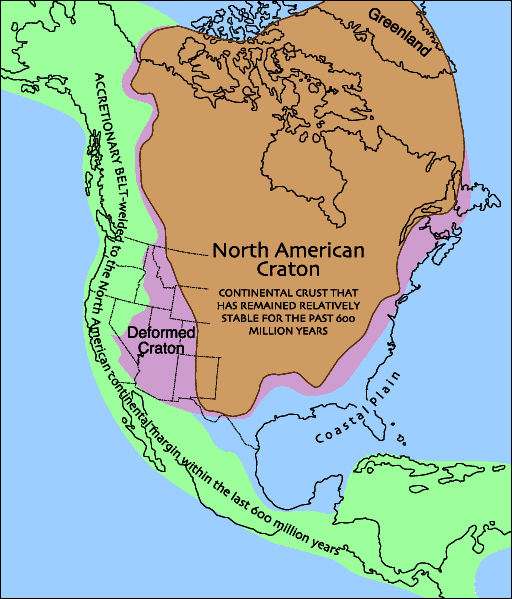

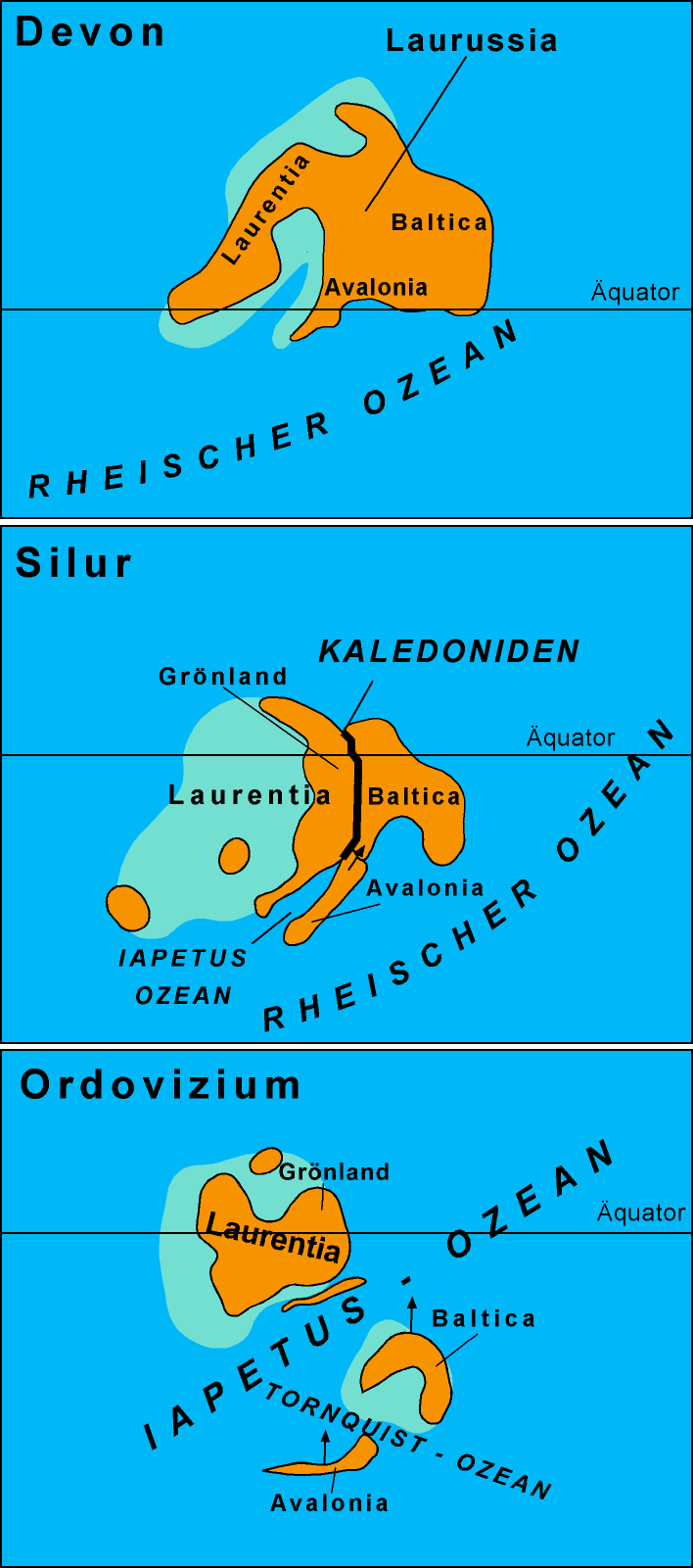
Průběh srážky Laurentie s Avalonií a Baltikou

Laurentie (též Severoamerický kratón) je kratón, který několikrát v historii Země existoval jako samostatný kontinent (je tomu tak i dnes, kdy tvoří kontinent Severní Ameriku). V neoproterozoiku tvořila jádro superkontinentu Rodinie a nacházela se na rovníku. Po rozpadu Rodinie (před 750 milióny let) se osamostatnila. Tehdy se nacházela na jižní polokouli. Před 700 až 600 milióny let se znova spojila s ostatními kontinenty v superkontinent Pannotii. To už byla mezi obratníkem Kozoroha a jižním pólem. Před 550 milióny let se opět osamostatnila a vydala se k severu.
Před 420 milióny let se u rovníku srazila s Baltikou a společně vytvořily Eurameriku. Ta se pak srazila s Gondwanou, čímž vznikla Pangea, později se ještě ze severu připojila Sibiř. Před 150 milióny let se Pangea rozpadla na Laurasii a Gondwanu, Laurentie byla součástí Laurasie (a podílí se i na jejím jménu). Před 100 až 50 milióny let se postupně Laurentie oddělila od Eurasie a vznikla Severní Amerika, jak ji známe dnes.